# TI-108

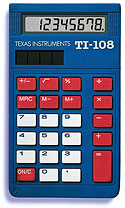
TI-108

TI-108 é a mais simples e barata calculadora produzida pela Texas Instruments. É provavelmente a mais comum calculadora de nível elementar dos Estados Unidos, devido a seu baixo preço de venda e sua fonte de energia por célula solar.